# Eleccions cantonals franceses de 1985
Les eleccions cantonals es van celebrar el 10i 17 de març de 1985.

## Resultats
La taxa d'abstenció s'elevà al 31,8% a la primera volta i del 29,7% a la segona volta.
| Tendències                                                                   | Primera volta (%) | Segona volta (en escons) |
| ---------------------------------------------------------------------------- | ----------------- | ------------------------ |
| Extrema esquerra                                                             | 0,6               | 0                        |
| Partit Comunista Francès                                                     | 12,5              | 139                      |
| Partit Socialista                                                            | 24,9              | 413                      |
| Moviment dels Radicals d'Esquerra                                            | 1,5               | 57                       |
| Divers gauche                                                                | 1,8               | 33                       |
| Ecologistes                                                                  | 0.8               | 2                        |
| Unió per a la Democràcia Francesa                                            | 18,1              | 519                      |
| Reagrupament per la República                                                | 16,6              | 390                      |
| Divers droite                                                                | 14,4              | 399                      |
| Front Nacional i extrema dreta                                               | 8,9               | 2                        |
| Font : Alain Lancelot, Les élections sous la Ve République, PUF, Paris, 1988 |                   |                          |